# Jakub Krzewina
Jakub Krzewina (né le 10 octobre 1989 à Kruszwica) est un athlète polonais, spécialiste du 400 mètres.
Depuis le 4 mars 2018, il est l'actuel codétenteur du record du monde en salle du relais 4 x 400 m en 3 min 1 s 77, réalisé avec ses coéquipiers polonais lors de la finale des championnats du monde en salle de Birmingham.

## Biographie
En février 2012, Jakub Krzewina remporte le 400 mètres lors des Championnats de Pologne en salle, avec un temps de 46 s 92. En séries, il avait porté son record personnel à 46 s 85. Ce titre lui permet d'être sélectionné pour les Championnats du monde d'athlétisme en salle 2012 au sein du relais 4 × 400 mètres polonais.
Le 4 mars 2018, en finale de relais 4 x 400 m des championnats du monde en salle de Birmingham, Zalewski et ses coéquipiers remporte la médaille d'or devant l'équipe des États-Unis, invaincue sur la discipline depuis 2003, et battent à cette occasion le record du monde en salle en 3 min 01 s 77, améliorant l'ancien record de 3 min 02 s 13 des américains datant de 2014. Les Polonais réalisent l'exploit des championnats, puisqu'aucun des quatre membres du relais n'a un record sous les 46 secondes au 400 m en salle, et surtout de battre l'équipe américaine.
En octobre 2022, Jakub Krzewina est suspendu 15 mois par le Tribunal arbitral du sport en raison de manquements répétés aux exigences de localisation antidopage. 

## Palmarès
| Date | Compétition                       | Lieu       | Résultat | Épreuve   | Temps         |
| ---- | --------------------------------- | ---------- | -------- | --------- | ------------- |
| 2008 | Championnats du monde juniors     | Bydgoszcz  | 5e       | 4 × 400 m | 3 min 8 s 65  |
| 2009 | Championnats d'Europe espoirs     | Kaunas     | 1er      | 4 × 400 m | 3 min 3 s 74  |
| 2011 | Championnats d'Europe en salle    | Paris      | 5e       | 4 × 400 m | 3 min 9 s 31  |
| 2011 | Championnats d'Europe espoirs     | Ostrava    | 2e       | 4 × 400 m | 3 min 3 s 62  |
| 2012 | Championnats du monde en salle    | Istanbul   | 6e       | 4 × 400 m | 3 min 11 s 86 |
| 2014 | Championnats du monde en salle    | Sopot      | 4e       | 4 × 400 m | 3 min 4 s 39  |
| 2014 | Championnats d'Europe             | Zurich     | 4e       | 400 m     | 45 s 52       |
| 2014 | Championnats d'Europe             | Zurich     | 3e       | 4 × 400 m | 2 min 59 s 85 |
| 2014 | Coupe continentale                | Marrakech  | 2e       | 4 × 400 m | 3 min 0 s 10  |
| 2015 | Championnats d'Europe en salle    | Prague     | 2e       | 4 × 400 m | 3 min 2 s 97  |
| 2017 | Championnats d'Europe par équipes | Lille      | 4e       | 4 x 400 m | 3 min 3 s 86  |
| 2018 | Championnats du monde en salle    | Birmingham | 1er      | 4 x 400 m | 3 min 1 s 77  |
| 2019 | Jeux mondiaux militaires          | Wuhan      | 2e       | 4 x 400 m | 3 min 6 s 36  |

### Records
| Épreuve               | Performance | Lieu             | Date                            |
| --------------------- | ----------- | ---------------- | ------------------------------- |
| 400 mètres            | 45 s 11     | Wrocław Szczecin | 14 juillet 2014 30 juillet 2014 |
| 400 mètres (en salle) | 46 s 15     | Toruń            | 18 février 2018                 |